# Tolima (departement)
Tolima [toˈlima]IPA (španělsky Departamento del Tolima) je centrálním departementem Kolumbie. Hlavní město je Ibagué.

## Geografie
Tolima hraničí s departementy Valle del Cauca, Quindío a Risaralda na západě, Caldas na severu, Cundinamarca na východě a Huila na jihu. Nejvyšší nadmořské výšky dosahuje v Centrální Kordilleře (Cordillera Central).
Území je od jihu k severu protékáno řekou Magdalenou, hornatá jihozápadní část území je odvodňována řekou Saldaña. Na západě departementu se rozprostírá Centrální Kordillera se sopkami Nevado del Ruiz a Nevado del Tolima na severozápadě a Nevado del Huila na jihu. Na východě leží Východní Kordillera (Cordillera Oriental).

### Chráněná území
Některé části území departamentu jsou chráněny v národním parku Nevado del Huila, Hermosas a Los Nevados.

## Obyvatelstvo
Obyvatelstvo je soustředěno do údolí řeky Magdaleny.